# La Coma de Gelis
La Coma de Gelis és una muntanya de 505 metres que es troba al municipi de Camarasa, a la comarca catalana de la Noguera.